# Xã North, Quận Lake, Indiana
Xã North (tiếng Anh: North Township) là một xã thuộc quận Lake, tiểu bang Indiana, Hoa Kỳ. Năm 2010, dân số của xã này là 162.855 người.